# أحمد عياش (رياضي)
أحمد عياش (مواليد 1 يناير 1994) هو لاعب جودو يمني ينافس في فئة أقل من 73 كجم.
مثّل اليمن في الكوراش والجوجيتسو وكذلك الجودو. تم اختياره للمنافسة في دورة الألعاب الأولمبية الصيفية 2020 في طوكيو، حيث تعادل في أول مباراة له ضد عقيل جياكوفا.